# Collegio uninominale Veneto - 02 (2020)
Il collegio elettorale uninominale Veneto - 02 è un collegio elettorale uninominale della Repubblica Italiana per l'elezione del Senato della Repubblica.

## Territorio
Come previsto dalla legge n. 51 del 27 maggio 2019, il collegio è stato definito tramite decreto legislativo all'interno della circoscrizione Veneto.
È formato dal territorio dell'intera provincia di Treviso (94 comuni) e dell'intera provincia di Belluno (61 comuni).
Il collegio è parte del collegio plurinominale Veneto - 01.

## Eletti
| Elezione | Elezione | Senatore      | Partito           |
| -------- | -------- | ------------- | ----------------- |
|          | 2022     | Luca De Carlo | Fratelli d'Italia |

## Dati elettorali

### XIX legislatura
Come previsto dalla legge elettorale, 74 senatori sono eletti con sistema a maggioranza relativa in altrettanti collegi uninominali a turno unico.
| Candidati                                 | Candidati                       | Voti    | %     | Liste                                 | Voti    | %     |
| ----------------------------------------- | ------------------------------- | ------- | ----- | ------------------------------------- | ------- | ----- |
|                                           | Luca De Carlo ✔️ Eletto         | 316 431 | 57,36 | Fratelli d'Italia                     | 177 831 | 32,24 |
| Lega per Salvini Premier                  | Luca De Carlo ✔️ Eletto         | 316 431 | 57,36 | 90 899                                | 16,48   |       |
| Forza Italia                              | Luca De Carlo ✔️ Eletto         | 316 431 | 57,36 | 36 299                                | 6,58    |       |
| Noi moderati/Lupi - Toti - Brugnaro - UDC | Luca De Carlo ✔️ Eletto         | 316 431 | 57,36 | 11 402                                | 2,07    |       |
|                                           | Paolo Galeano                   | 123 192 | 22,33 | Partito Democratico-IDP               | 82 189  | 14,90 |
| Alleanza Verdi e Sinistra                 | Paolo Galeano                   | 123 192 | 22,33 | 20 426                                | 3,70    |       |
| +Europa                                   | Paolo Galeano                   | 123 192 | 22,33 | 18 994                                | 3,44    |       |
| Impegno Civico - Centro Democratico       | Paolo Galeano                   | 123 192 | 22,33 | 1 583                                 | 0,29    |       |
|                                           | Paola Tiziana Francesca Bergamo | 46 030  | 8,34  | Azione - Italia Viva - Calenda        | 46 030  | 8,34  |
|                                           | Flavio Baldan                   | 27 689  | 5,02  | Movimento 5 Stelle                    | 27 689  | 5,02  |
|                                           | Roberto Levi                    | 13 860  | 2,51  | Italexit                              | 13 860  | 2,51  |
|                                           | Alberto Poli                    | 10 576  | 1,92  | Vita                                  | 10 576  | 1,92  |
|                                           | Loredana Veronese               | 6 340   | 1,15  | Italia Sovrana e Popolare             | 6 340   | 1,15  |
|                                           | Gabriella Cassol                | 5 063   | 0,92  | Unione Popolare                       | 5 063   | 0,92  |
|                                           | Massimiliano Zannini            | 2 458   | 0,45  | Alternativa per l'Italia (PdF - Exit) | 2 458   | 0,45  |
| Totale                                    | Totale                          | 551 639 | 100   |                                       | 551 639 | 100   |
|                                           |                                 |         |       |                                       |         |       |
| Voti non validi                           | Voti non validi                 | 25 006  | 4,34  |                                       |         |       |
| Votanti                                   | Votanti                         | 576 645 | 69,35 |                                       |         |       |
| Elettori                                  | Elettori                        | 831 521 |       |                                       |         |       |